# 謎解きはディナーのあとで (テレビドラマ)
『謎解きはディナーのあとで』（なぞときはディナーのあとで）は、東川篤哉による同名小説のテレビドラマ化作品。本項では同作品の劇場版である同名の映画化作品についても記述する。

## 概要
2011年10月18日から12月20日までフジテレビ系火曜21時枠で放送された。第1話は21時 - 22時9分までの15分拡大、第5話は「コナミ日本シリーズ2011第3戦 中日対福岡ソフトバンク戦」の中継延長のため21時50分 - 22時44分の50分繰り下げ、第6話は「2011年ワールドカップバレーボール男子・日本対キューバ戦」の中継延長のため21時10分 - 22時4分の10分繰り下げ、第7話は「2011年ワールドカップバレーボール男子・日本対アメリカ戦」の中継延長のため21時15分 - 22時24分までの15分繰り下げ15分拡大、最終話は21時 - 22時24分までの30分拡大放送。最終話の放映に合わせ、12月9日から12月20日まで15時57分-16時53分のチャンネルα枠で第1話から第9話が再放送された。
影山役を櫻井翔が演じている。放送終了後に2012年1月3日にて放送の『もう誘拐なんてしない』（本作と同じ原作者のテレビドラマ化作品）にも本役でゲスト出演した。
宝生麗子役の北川景子は原作の企画に携わり北川と旧知の仲だったフリーの編集者の推薦でキャスティングされた。撮影中、その人物が櫻井の愛読書である絵本『馬のゴン太旅日記』の原作者島崎保久の息子である事が分かり、櫻井と北川はその話で盛り上がったという。
原作の主人公は宝生麗子であるが、ドラマでは影山の活躍を前面に出す形を取り、「執事として主の事を常に見守る」という部分を強調している。初回は原作に沿っているが、2話以降は犯人や登場人物の設定を変更する、原作通りの真相にたどり着いたと思ったらどんでん返しが入る、などのオリジナルの仕掛けも盛り込んでいる。随所にアメコミ風の演出が入るのが特徴で、他にも北川は劇中で語り部も担当する。また、上野公園の隣にある旧岩崎邸庭園の洋館がロケ地（宝生の住居）となっている。
略称は「謎ディ」。なお、ポスターでは“ディナー”にちなみ、レオナルド・ダ・ヴィンチの名画「最後の晩餐」をモチーフにしている。
2012年3月27日にスペシャル版が放送。「完全な密室などございません」を原作としたストーリーで、国立以外にも沖縄と香港を舞台とし、影山のラブロマンスも描かれる。なお、冒頭には「聖なる夜に密室はいかが」でのトリックを応用したオリジナルの事件が挿入されている。
また、2013年8月3日から映画も公開、それに先駆けて7月31日 - 8月2日に『スペシャル〜船上探偵・影山』、2日に『スペシャル〜風祭警部の事件簿〜』が放送された。
『第29回 ATP賞テレビグランプリ2012』の「ドラマ部門」優秀賞を受賞。

## キャスト

### 主要人物
影山（かげやま）
演 - 櫻井翔（嵐）
物語の主人公で宝生家執事。前任の執事・唐沢から交代したばかり。
「お嬢様を陰からお守りするのが執事の最も重要な務め」と称し、唐沢がしてきた様に、時に様々な職種に変装し、捜査中の麗子の側に潜伏して見守っている。そのために様々な特技を披露する。だが、仕事や麗子をそっちのけで自分の趣味や関心事（漫画や特撮、ミステリーなど）に耽ったり、如何なる時でも「執事の権利」としてティータイムを優先させたり（野球好きの血が騒いだときは例外）、果ては現場から興味を惹かれた物を持ち帰ったりと相当マイペースなところがある。しかし執事としての仕事もちゃんとこなしており、時折本心から麗子を気に掛ける一面もある。
毎回、麗子に顔を近づけて浴びせる屈辱的な暴言で彼女の逆鱗に触れた後、麗子を屈服させてから番組タイトルの通り、「謎解きはディナーのあとに致しましょう」と麗子に未だ済んでいないディナーを勧めることが、推理を始める合図となっている（しかし、例外的にこのパターンが崩れることもある）。基本的に麗子が暴言に対し意地を張ると、突き放すような態度をとり、麗子が屈服すると初めて推理を語りだすため、麗子に「ドS執事」と言われる。逆に麗子が暴言を警戒し、事件の概要を語ろうとしない場合は、興味や良心、刑事としての職務を天秤にかける言葉で彼女を巧みに刺激する。
基本的に自分では捜査を行わないため、麗子から聞いた情報で推理をする所謂安楽椅子探偵である（が、時々潜伏先で事件と関連のあるものを見つけていることもある）。そのため麗子の情報伝達に不備があると真相に辿り着けないという弱点も持つ。
宝生麗子（ほうしょう れいこ）〈24〉
演 - 北川景子（幼少期：伊東心愛）
物語のヒロインで宝生グループ令嬢・警視庁国立署刑事。
ビビッドムーンの黒縁眼鏡をかけた刑事の姿のときは、地味で堅実な性格で風祭警部のツッコミ役だが、お嬢様としての地の性格は世界的グループの令嬢だという自負から、非常にプライドが高く負けず嫌い。加えて職場では風祭警部の自由奔放ぶりに終始振り回され、彼を慕う同僚達からは逆恨みも甚だしいパワーハラスメントに遭うなどして、ストレスを溜め込んでおり、プライベートの場（特に影山と二人きりの時）では必要以上に高飛車でワガママに振るまう事で日々のフラストレーションを発散させている。毎回のように影山の暴言に激怒し「クビよクビ!絶対クビ!」などと大声で連発する。しかし事件を迷宮入りさせるわけにはいかないため、いつも影山に屈服している。
誰よりも純粋なまま大人の女性になった、天真爛漫な性格。そのため「人間の心に潜む闇」や人間心理の機微を理解できないところがあり、そうした時に影山から「お忘れなきよう」と忠告を受けている。影山の推理後は、全ての真相を確かめるため、影山を伴いお嬢様としての姿のまま自ら犯人の元に赴き、事件を解決に導くが、事件の関係者や風祭は、この時の麗子が刑事の宝生麗子と同一人物ということに気付くことがない。
お調子者で美人に弱い風祭警部に刑事としては振り回され、令嬢としては好意を寄せられるのを迷惑に思っており、彼との電話をいつもブチッと切るのがお約束になっている。
健在が語られる家族は原作では父・宝生清太郎のみだが、ドラマでは母親も健在で、夫婦ともに世界を飛び回っている様子である。
風祭京一郎（かざまつり きょういちろう）〈40〉
演 - 椎名桔平（少年期：坂口湧久）
独身の警視庁国立署警部・風祭モータース御曹司。
所持する高級品を誇示し、自分の推理に酔いしれたり、事件解決時にも真相は最初からわかっていたようなことを嘯くなど、原作以上にナルシストかつ見栄っ張りな性格で、刑事姿の麗子を毎回の如く振り回している。美人に弱く事情聴取中も何かとすぐアプローチする。現場検証時の「はいはいはいはいはい!」、捜査終了時の「お疲れちゃん」が口癖。また、事情聴取の際によく疑問形の語尾（「〜でしたか?」など）を強める癖もある。
刑事としての麗子には捜査における相方としては非常に気に入っている一方で、女性としては見ていないのか、ほとんどモーションはかけないが、お嬢様としての姿の麗子に何度も出会っていながらも自分の部下だとは気付かないまま惚れており、影山の機転で麗子を香港出身の令嬢・「ホウ・ショウレイ」だと思い込み、ショウレイのフィアンセで通っている影山にライバル心を燃やしている。しかし事件現場に必ずショウレイの姿があること、入国ゲートに記録がないことには少なからず不審を感じてもいる。
推理力は麗子が「小学生レベル以下」と評するほど乏しいが、ごく稀に、彼のどうでもいいような行動から得られた情報が影山の推理に活かされ、事件解決の糸口になることもある。この点で影山には「ミラクルなお方」と讃えられている。聞き込み中などでも、食べる機会があれば何かしらの料理や菓子を頬張っており、特に甘い物やマルチパンなど子供向けの食べ物を好む傾向が見られる。

### 国立署
並木誠一（なみき せいいち）
演 - 野間口徹
国立署刑事。
新人にもかかわらず、上司の風祭からお気に入りとされている麗子に嫉妬して、「まだまだ駆け出し」と一方的に目の敵にして、蔑視や嘲笑などのパワーハラスメントに事欠かさない。
風祭に便乗して、麗子を「お嬢さん」と呼んだりする等、基本的には麗子には徹底して冷たく、皮肉かつ淡々とした態度を向けるが、彼女以外の警察メンバー（特に風祭に対して）には面倒見がいい。
山繁悟（やましげ さとる）
演 - 中村靖日
国立署鑑識員。
並木同様、風祭に重宝されている麗子を快く思っておらず、彼女に対して馬鹿にした態度をとっており、並木と共に風祭から「お嬢さん」と呼ばれる麗子をからかっている。風祭に影響されているのか、節々に擬音や身振りが混じる鑑識報告が特徴。
宗森あずみ（むねもり あずみ）
演 - 岡本杏理
江尻由香（えじり ゆか）
演 - 田中こなつ
上記2名は国立署の女性警察官。
「風祭シスターズ」として二人とも風祭に惹かれ、二人で色仕掛けで風祭に言い寄っている。二人で風祭に自分たちのどちらを選択するかを迫り、結局どっちつかずな回答を風祭に返されてうやむやにされるのがお約束。「ホウ・ショウレイ」について調べるなど、風祭の手足として動くこともある。
二人共、並木と山繁同様、何かと風祭から優遇されている麗子に嫉妬しており、特に江尻は麗子の事を一方的に嫌っている。一方、宗森は他の三人に比べ、露骨に嫌悪する様な描写は少なく、ある程度は友好的に接している。

### ゲスト

#### 第1話
唐沢（からさわ）
演 - 伊東四朗
影山の前任である宝生家執事。執事としての業務を蝶ネクタイと共に影山に託した。
幼児期の麗子に襲い掛かった野良犬を松阪牛で追い払ったり、小学生の麗子が遠足の時に弁当を落としたら、新しい弁当を拵えたり、と麗子が生まれてから常に麗子について見守っており、麗子が写っている写真には唐沢も心霊写真のように写っていた。
劇場版にも登場。麗子に対する愛情ゆえのストーキングぶりは健在だが、影山に対しては少々先輩面になっている。
田代博之（たしろ ひろゆき）
演 - 戸次重幸
吉本の元恋人・大手IT企業のエリート社員。
1年程前に派遣された瞳と交際するが、瞳が別の会社に派遣されたのをきっかけに自然消滅していた。
吉本瞳（よしもと ひとみ）
演 - 木南晴夏
「コーポ国立」に住む派遣社員。
自身の部屋でブーツを履いたままの遺体となって発見される。
河原健作（かわはら けんさく）
演 - 徳井優
「コーポ国立」の大家。
白井靴子（仮名）（しろい くつこ）
演 - 伴杏里
田代の彼女。
「白井靴子」という名は、麗子が彼女のことを「白いハイヒールを履いている女性」と証言したことから、影山が付けた暫定的な呼称。最後まで名前は明かされなかったため本名不明。プライドが高い人物像とうかがえる。
杉村恵理（すぎむら えり）
演 - 梅舟惟永
「コーポ国立」の住人で瞳の飲み友達。事件の第一発見者。
森谷康夫（もりたに やすお）
演 - 今井隆文
「コーポ国立」に住む大学生。
主人
演 - 岩田丸
「コーポ国立」の向かいの八百屋の主人。
- ふくまつみ、堀口敬巧（第2話）、猪塚健太、後藤健、高橋立、岩上悠莉、谷本メイ

#### 第2話
スナックのママ
演 - 釈由美子
辰夫が死ぬ前に飲んでいたスナックのママ。
1か月以来店に来た辰夫が、十八番の「赤いスイートピー」の歌い出しと共に泣き出した場面を目撃している。
経費削減に苦心し、おしぼりを煮沸したり手作りでからしを作ったりしている。
若林辰夫（わかばやし たつお）
演 - 大和田伸也
62歳、「若林動物病院」院長。
青酸カリを入れたワインを飲んで自殺したと見られるが、影山は殺人だと断定する。雅美との結婚を考えているが、輝夫達から猛烈に反対された。
若林輝夫（わかばやし てるお）
演 - 飯田基祐
辰夫の弟・獣医。
若林圭一（わかばやし けいいち）
演 - ムロツヨシ
辰夫の長男・内科医。
若林春絵（わかばやし はるえ）
演 - 阿南敦子
圭一の妻・看護師。
若林修二（わかばやし しゅうじ）
演 - 姜暢雄
辰夫の次男・医大生。
藤代雅美（ふじしろ まさみ）
演 - 春木みさよ
若林邸の家政婦。
近藤雄太（こんどう ゆうた）
演 - 庄司龍成
若林邸の向かいに住んでいる少年。
夜中に若林邸から火の玉を見たと証言する。辰夫をおじいちゃん先生と呼ぶ。
- ティファニー・Ｍ

#### 第3話
小林忠彦（こばやし ただひこ）
演 - 温水洋一
野崎が殺されたホテルのボーイ。
野崎の部屋から鞄を持って出ていった身長180cm前後の男を目撃した。
黛香苗（まゆずみ かなえ）
演 - 黒川芽以
民友党幹事長黛弘蔵の娘。
野崎の婚約者で、父親の地盤を継がせることを前提とした付き合いをしていた。
澤田絵里（さわだ えり）
演 - 松本莉緒
東都テレビアナウンサー。
野崎とは取材を通じて知り合ってから交際しているが、野崎の浮気癖を知っても容認している割り切った関係性に甘んじている。
斉藤アヤ（さいとう アヤ）
演 - 山崎真実
野崎の選挙運動学生ボランティアスタッフの女子大生。
野崎とは自身の進路について相談していた。野崎を学生スタッフとのボウリングに誘うが断られた。
野崎伸一（のざき しんいち）
演 - 水橋研二
民友党所属の国会議員。
大物政治家の闇献金疑惑を追及していることで話題を集め、民友党の若手のホープとしても注目されていたが、泊まっていたホテル内でパンツ一丁のままで殺害された状態で発見される。ルックスの良さから女性からもモテる。
宮下弘明（みやした ひろあき）
演 - 奥田達士
野崎の第一秘書。
事件の第一発見者で、野崎が闇献金絡みで殺されたと確信している。
杉原聡（すぎはら さとし）
演 - 高杉亘
野崎のボディガード。
小林の目撃した男の特徴と一致しているが、本人は犯行を否認し、野崎の部屋に身長160cmの女性が入ったと証言する。
ザ・たっち
影山の解説用ビデオの出演者。その最中でも自分達の持ちネタ(「幽体離脱〜」など)を交えていた。
- 川端健嗣、葉山昴、白樺真澄、丸田聡美、岩田栄慶、Jenny M、Riccardo B、響大祐

#### 第4話
在園寺琴江（さいおんじ ことえ）
演 - 手塚理美
在園寺家当主。
在園寺家は明治から続いていた名家だったが、没落して屋敷の維持が困難となったため沢村家に援助を求めたという背景がある。年齢は50過ぎだが、未だに独り身である。影山の執事としての質を認めている。有里の結婚式では、すずらんの香水をつけ、チュールエンブロイダリーのドレスで出席する。
吉田
演 - 森本レオ
在園寺家執事。
50年の間、在園寺家に仕えており、琴江との信頼関係は深い。
沢村有里（さわむら ゆり）
演 - 小林涼子（幼少期：武井涼奈）
沢村家長女。
麗子とは幼稚園以来の幼馴染で、麗子にはお嬢様としての格は下に見られているが、自身の結婚によりひがまれている。部屋の中で休んでいたところをナイフで刺され重傷を負う。琴江を慕っている。
三浦
演 - 窪田正孝
現場付近の交番勤務の巡査。有里が刺された事件の捜査のために風祭に呼ばれた。
影山が余計な証言をしてしまった事も相まって、現場の状況から麗子を犯人だと推理し、彼女を窮地に立たせる。
細山照也（ほそやま てるや）
演 - 湯江健幸
42歳、有里の結婚相手・在園寺家の顧問弁護士。
有里とは18歳も年が離れている。在園寺家の顧問弁護士となったのは財産目当てで、有里との結婚は沢村家に乗り換えるためだったという。風祭の先輩という間柄。
沢村孝子（さわむら たかこ）
演 - 栗田よう子
有里の母親。
沢村佑介（さわむら ゆうすけ）
演 - 若葉竜也
有里の弟。
沢村美幸（さわむら みゆき）
演 - 村崎真彩
有里の妹。
- 四家秀治、ペイジ・スタインベック

#### 第5話
江崎建夫（えざき たてお）
演 - 中村俊介
「国立ち日記」作画担当。
「国立ち日記」が売れてから増長しており、デビュー前から交際していた由美と女遊びを理由に破局している。最近由美とは「国立ち日記」の方向性を巡り喧嘩が絶えず、最終回を目前にコンビを解消して他の原作者と組もうとしていた。
菅野由美（かんの ゆみ）
演 - マイコ
「国立ち日記」原作者。
江崎とは対照的に質素に生活し、自分の作品である「国立ち日記」の事を考えていた芯の強い女性だった。江崎との揉み合いの中でナイフに刺され死亡。
「国立ち日記」は連載12年発行部数3000万部以上の人気コミックで、バンドを組んだ国立在住の男女の物語は国立市民にバイブルとして愛されている。
松原久子（まつばら ひさこ）
演 - 円城寺あや
「河井荘」住人・パート勤務。
事件当夜、アパートで生前の由美を目撃している。
権藤寛治（ごんどう かんじ）
演 - 半海一晃
国立神社宮司。
事件の第一発見者で、事件のあった夜、女物のバッグを持った二枚目風の優男を見たと証言する。
友岡弘樹（ともおか ひろき）
演 - 佐伯新
「国立ち日記」編集者。
事件当夜に江崎と仕事の打ち合わせをしていたと証言する。
大家
演 - 大島蓉子
由美の住む古びたアパート「河井荘」の大家。
マスター
演 - 藏内秀樹
喫茶「ルパン」のマスター。
犯行推定時刻に店の中にいた江崎を目撃している。

#### 第6話
店員
演 - 日村勇紀（バナナマン）
薬屋の店員。
恭子が突如として笑い出している場面を目撃する。
藤倉文代（ふじくら ふみよ）
演 - 田島令子
藤倉家当主・幸三郎の妻。
「国立七不思議」の一つとして語られている「紅バラの祟り」の存在を信じる迷信深い性格。
藤倉幸三郎（ふじくら こうざぶろう）
演 - 浅野和之
「藤倉ホテル」会長。
藤倉家には婿養子として迎えられている。薔薇の栽培が趣味。恭子が住み着いてから、彼女が住んでいる離れに近づくと具合が悪くなったりしている。
藤倉雅彦（ふじくら まさひこ）
演 - 袴田吉彦
「藤倉ホテル」社長・婿養子。
俊夫とは折り合いが悪く、恭子との結婚も反対していた。
藤倉美奈子（ふじくら みなこ）
演 - 遊井亮子
藤倉家長女・雅彦の妻。
ずっと実家から離れていたにもかかわらず、恭子を伴い突然戻ってきた俊夫について「藤倉家を乗っ取るつもりだ」と邪推している。
藤倉俊夫（ふじくら としお）
演 - 山中崇
藤倉家長男・恭子の恋人。
寺岡の仲介で恭子と知り合い、彼女との結婚を認めてもらうために恭子を藤倉家に住まわせていた。
寺岡裕二（てらおか ゆうじ）
演 - 金井勇太
藤倉家の親戚。恭子は大学時代の後輩。
高原恭子（たかはら きょうこ）
演 - 山口あゆみ
スナック「菓子」ホステス。1か月前から藤倉家に居候していた。
「紅バラの祟り」が噂されている薔薇園で遺体となって発見される。
黒川紅子（くろかわ べにこ）
演 - 建みさと
明治時代、藤倉家に仕えていたメイド。
当時、藤倉家の長男と身分違いの恋に落ちたが、それを快く思わない藤倉家の人間にペットの黒猫を殺され、その後薔薇園で自殺。以降薔薇園の薔薇に手を出した人間には不幸な出来事が起きることから「紅バラの祟り」として伝えられている。
辻本郁子（つじもと いくこ）
演 - 池谷のぶえ
スナック「菓子」のママ。昔はグラビアをしていたという。
藤倉里香（ふじくら りか）
演 - 新井美羽
美奈子と雅彦の娘。物置小屋で、怪我をしていた黒猫の介抱をしていた。
- 平井セロリ、りんご

#### 第7話
藤咲孝太郎（ふじさき こうたろう）
演 - 田山涼成
帽子専門店「Cloche」店主。
うっかり口を滑らせ麗子を「カモ」呼ばわりしてしまう事があるものの、彼女が小学生の頃から懇意にされている親しい間柄。ぎっくり腰の麗子の依頼で新作の帽子を宝生邸に持参し、その後、麗子と影山と共に捜査映像を鑑賞する。帽子への造詣も深く、帽子に対して一際の愛情を抱く温厚な人物。
米山昇一（よねやま しょういち）
演 - 塚地武雅（ドランクドラゴン）
43歳、「米山自動車整備」オーナー兼修理工。美紀の住んでいた家の大家。
2年前に車の修理に来た美紀と知り合った。
増渕信二（ますぶち しんじ）
演 - 我修院達也
57歳、国立市立大学教授。
美紀はかつての教え子という間柄で、美紀に貢がされていた。興奮すると声が青蛙のようになる。
安田孝彦（やすだ たかひこ）
演 - 弓削智久
31歳、無職。
美紀の元彼で、給料を始めとした全財産を貢ぎ車も買わされていた。
久保早苗（くぼ さなえ）
演 - 佐藤めぐみ
美紀の同僚。
美紀と服の貸し借りをしていたため、美紀の家を訪ねた際に美紀の遺体を発見する。
上司
演 - 矢柴俊博
「Harmony Clothes」社員で美紀の上司。終始ノリが軽い。
藤咲幸代（ふじさき ゆきよ）
演 - 於保佐代子
藤咲の娘。洋服のデザイナー。
父親の帽子と、自身がデザインした服でお客をトータルコーディネートすることが夢。
神岡美紀（かみおか みき）
演 - 桂亜沙美
「Harmony Clothes」デザイナー。
社内では後輩をいびっており、私生活では複数の男性に貢がせていた。風呂の中で溺死していた。
- 上野山浩（第9話）

#### 第8話
森雛子（もり ひなこ）
演 - 早織
麗子の高校時代からの友人。
商社マンを父親に持つ。麗子らが高1の秋に海外の高校から麗子が通う高校に転入してきた。おっとりした性格で、麗子らに敬語を使う。麗子に「タマちゃん」宛のラブレターを託したことがある。
桐生院綾華（きりゅういん あやか）
演 - 岩佐真悠子
高校・大学時代の麗子の友人。
歴史ある桐生院財閥の令嬢で、何かと麗子と張り合い喧嘩している。高飛車なお嬢様タイプ。
宮本夏希（みやもと なつき）
演 - 森カンナ
麗子の中学時代からの友人。
家族が代々から続く医者の家系である。さばさばした姉御肌。
木崎麻衣（きざき まい）
演 - 平愛梨
麗子の高校時代からの友人。
父親が日本画の巨匠・木崎観山、母親が書道家・木崎万葉という芸術家一家の身の上で育った。メンバー内では控えめな性格。
染田松五郎（七代目）（そめだ まつごろう）
演 - 福士誠治
歌舞伎役者・麗子の先輩。
麗子達からは屋号の玉乃屋から「タマちゃん」と呼ばれている。自身が主演の刑事ドラマの警察監修を務める風祭をなぜか信用しきっており、彼の言動を終始真に受ける。学生時代から女性からの人気が高い。
西山珠樹（にしやま たまき）
演 - 浅利陽介
松五郎の付き人。
麗子が高1の時のクラスメートだが、女子とあまり話さなかったため面識が少なく、顔も覚えられていなかった。雛子に9年間片思いをしており、雛子が憧れている松五郎に近づくために付き人になった。
手代木瑞穂（てしろぎ みずほ）
演 - 笛木優子
松五郎の姉でマネージャー。麗子と綾華とはパーティを通じて面識がある。
永瀬千秋（ながせ ちあき）
演 - 入山法子
モデル。松五郎の婚約者で瑞穂とも面識がある。
会社員
演 - 綾部祐二（ピース）
影山の推理シーンに登場。
麗子を知り声を掛けるが、麗子は彼のことを知らない。
- 上村愛香、野貴葵

#### 第9話
佐藤武雄（さとう たけお）
演 - 石黒賢（最終話）
天童静子の担当編集者。
長年に渡り静子を担当し、外部の人間との橋渡し役も担っている。少年野球の西東京リーグで最優秀投手としてトロフィーを送られているが、高校時代に肩を壊して野球を断念している。
天道静子（てんどう しずこ）
演 - 高橋ひとみ（最終話）
売れっ子ミステリー作家。
ミステリーの女王として名を馳せ、ミステリ好きの影山からも敬愛されている。10年前から作風が変わっている。人嫌いで他者との関わりを避けており、執筆のために屋敷に籠ることが多い。現在体調を崩している。娘の里美の父親に当たる男が財産を全て売って姿を消している。
宮地沙織（みやち さおり）
演 - 三浦理恵子（最終話）
グルメミステリー作家。
最近、文学賞果ては男を留美に取られており、怨恨がある。
立花邦夫（たちばな くにお）
演 - 橋本さとし（最終話）
ハードボイルド路線のミステリー作家。
事件前は留美と一触即発寸前の喧嘩をしていた。
川俣宗助（かわまた そうすけ）
演 - 佐戸井けん太（最終話）
トラベルミステリーの名手と言われるミステリー作家。
国岡次郎（くにおか じろう）
演 - やべけんじ（最終話）
ユーモアミステリーの旗手と言われるミステリー作家。
剣持留美（けんもち るみ）
演 - 上原美佐（最終話）
新進気鋭の若手ミステリー作家。
第2の天道静子として注目されており、自分より売れていない先輩の作家を見下す強気で傲慢な性格。
他のミステリー作家が集った静子の家で撲殺され、現場にはダイイング・メッセージと思しき「x」の文字が書かれている。
田口米子（たぐち よねこ）
演 - 青木和代（最終話）
天道家の家政婦。
容疑から外れていることもあり、風祭にないがしろにされている。
天道里美（てんどう さとみ）
演 - 菊池和澄（最終話）（幼少期：栗本有規）
静子の娘・中学1年生。
静子から直接面倒を見て貰っていないため、親子としての関わりは少ない。
店主
演 - 山田明郷（最終話）
影山が行きつけにしているケーキ屋「Noel」の店主。かつては有名なスラッガーだったと語る。
- 山本圭祐、朝倉丈雄

#### 最終話
宝生清太郎（ほうしょう せいたろう）
演 - 高橋英樹（最終話）
「宝生グループ」総帥・麗子の父親。
純粋な麗子を可愛がる子煩悩である一方で、麗子の成長を認めている。留置所に入ることになった影山を宝生グループの力で早期に釈放させ、影山に麗子の「重大な秘密」を伝える。なお、スペシャルでも回想でわずかに出演している。
留置所の男
演 - 田中要次（最終話）
影山と同じ留置所に入った男。
いかにも強面な風貌で影山に恐れられていたが、影山とキャッチボールを通じて親しくなる。
- 山本直輝

#### スペシャル
鈴木元気（すずき げんき）
演 - 國村隼
流しの絵描き。自由を謳歌する陽気な性格で、風祭と意気投合する。
中里真紀（なかざと まき）
演 - 麻生祐未
居酒屋「うちなー料理 あんまー」の女将。
鈴木とは一年前に彼の絵を買った縁で知り合い、居酒屋に間借りさせている。
田沼郁夫（たぬま いくお）
演 - 髙嶋政宏
真紀の元夫。
粗暴な男で、離婚後も真紀に金をせびりにやってきては暴力を振るう。
手塚道則（てづか みちのり）
演 - 佐野史郎
ホテル内のバーの店主。有名人のサインを集めるのが趣味。
島袋俊一（しまぶくろ しゅんいち）
演 - 池田鉄洋
風祭の従兄弟。沖縄でホテル経営を手掛ける会社の御曹司で、ホテル「Southern Beach Hotel&Resort OKINAWA」のオーナー。
風祭と似通ったノリの持ち主で、お嬢様としての装いではない麗子をしきりに誘う。
服部祥子（はっとり しょうこ）
演 - 国仲涼子
美術雑誌のライター。
取材のために松下慶山の家に来たところで、家が燃えていることに気づき通報した。
相原美咲（あいはら みさき）
演 - 加藤夏希
ファッションモデル。慶山の絵のモデルもしていた。
為永友江（ためなが ともえ）
演 - 堀内敬子
「為永画廊」のオーナー。
慶山と親交があり、画廊には慶山が注目され始めた時期に描かれた唯一の自画像も飾っている。
パンチアウト・ジョー
演 - ボビー・オロゴン
政府と繋がっている何者かが開催している闇ボウリングのチャンピオン。
全米プロでの優勝経験もある。パスポートを無くしたレイコウの新たなパスポートを発行してもらうため、影山と勝負する。
記者
演 - 軽部真一、川端健嗣
松下慶山焼死事件の取材にやってきた記者。
レイコウ
演 - 北川景子
影山が清太郎への年次報告のために立ち寄った香港で出逢った麗子と瓜二つの女性。
婚儀を迫るマフィアのボスの元から逃げたという事情から追われる身となり、影山と共に父親のいる沖縄まで目指す。麗子とは対照的に淑やかな性格。

#### スペシャル 船上探偵・影山
2013年7月30日 - 8月2日に放送された。『映画 謎解きはディナーのあとで』では描かれない、スペシャルドラマ。映画の舞台となるアジア最大級の豪華客船・プリンセスレイコ号。あることから、探偵をすることになった宝生家執事・影山（櫻井翔）。持ち前の冴えわたる名推理で、乗客たちの依頼を次々と解決していく"船上探偵・影山"の知られざる活躍を描かれた。
CASE1 船上泥棒にはご注意ください
7月31日水曜日（火曜深夜）0時45分 - 0時55分
- 中村獅童
- ジョナサン・シガー

CASE2 王子様をお探しでございますか？
8月1日木曜日（水曜深夜） 1時5分 - 1時15分
- 有村架純
- 夕輝壽太

CASE3 絵筆はどこできえたのでしょうか？
8月2日金曜日（木曜深夜） 0時45分 - 0時55分
- 小島聖
- 小林星蘭

CASE4 秘め事には暗号をお使いください
8月3日土曜日（金曜深夜）1時5分 - 1時15分
- 吉田鋼太郎
- 小島藤子

#### スペシャル〜風祭警部の事件簿〜
光川
演 - 余貴美子
風祭モータースに使えるメイド。
風祭にジェントルマンの真髄を教える。風祭の推理の補足説明と称して風祭を立てながら謎を解いた本作の探偵役。
影山とは逆に、「褒めて伸ばす」方針。
佐藤夏希（さとう なつき）
演 - 矢田亜希子
「浦島本陣」宿泊客。
他の面々から佐藤薫だと思われていたが、本当は国立市の市長。
児玉絹江（こだま きぬえ）
演 - 根岸季衣（青年期：宮下ともみ）
竜宮温泉「浦島本陣」女将。
密室状態の納戸で殺害される。資産家から得た慰謝料で負債を抱えていた安城家から旅館を買い取る。
阿部豊（あべ ゆたか）
演 - 佐藤二朗
風祭の同期。国立警察署竜宮温泉駐在所巡査部長。
前田俊子（まえだ としこ）
演 - 原田夏希
「浦島本陣」中居兼女将の付き人。女将に厳しく躾けられ、女将業務の大半を押し付けられていた。
実は、「浦島本陣」の跡取りになるはずだった安城美穂子その人。
児玉和美（こだま かずみ)）
演 - 小沢真珠
児玉家長女。「浦島本陣」客席主任。
琴美とは父親違いの姉妹に当たり、母親との血縁関係はない。
児玉琴美（こだま ことみ）
演 - 岩崎ひろみ
児玉家次女。「浦島本陣」営業主任。
長女と同じく母親とは血が繋がっていない。旅館が置かれている状況から将来の展望を考え、リゾート開発会社の佐藤を呼び寄せる。
手塚聡（てづか さとし）
演 - 丸山智己
「浦島本陣」板長。
金森秀太郎（かねもり しゅうたろう）
演 - 半海一晃
「浦島本陣」番頭。
矢島
演 ‐ ふせえり
「浦島本陣」中居。
安城淳子（あんじょう じゅんこ）
演 - 黒田よし子
「浦島本陣」元若女将。
綿貫（わたぬき）
演 - 木下隆行（TKO）
国立市の飛地・竜宮温泉に暮らす芸術家。
国立市の依頼で黄金の彫像「国立ライオン」を制作する。
小山田信治（こやまだ しんじ）
演 - 小須田康人
国立市市長の秘書。
佐藤薫（さとう かおる）
演 - バカリズム
アルゴリゾート社員。
風祭がひょんな事から標識の向きを変えてしまったせいで、「浦島本陣」に行く途中の林道で迷子になる。
小栗忠順
演 - 小林高鹿
実在の幕臣。国立小判を竜宮温泉のどこかに隠したらしい。

## スタッフ
- 編成企画 - 成河広明、佐藤未郷
- 企画統括 - 瀧山麻土香
- 企画協力 - 立松嗣章
- 脚本 - 黒岩勉
- 音楽 - 菅野祐悟
- 技術プロデュース - 市村雅彦
- 撮影 - 栗栖直樹、後藤継一郎
- 照明 - 田頭祐介
- 映像 - 服部正邦
- 音声 - 島田隆雄
- 主題歌
  - オープニングテーマ - 倖田來未「Love Me Back」（rhythm zone）
  - エンディングテーマ - 嵐「迷宮ラブソング」（ジェイ・ストーム）
- VTR - 吉田崇
- 音楽プロデュース - 志田博英
- 選曲・効果 - 亀森素子
- 編集 - 河村信二
- ライン編集 - 勝又秀行
- MA - 藤井啓介
- 美術プロデュース - 杉川廣明
- デザイン - きくちまさと
- 美術進行 - 村上勇人
- 大道具製作 - 内海靖之
- 大道具操作 - 小野将志
- 装飾 - 錦織洋史
- 持道具 - 武藤浩一
- スタイリスト - 野村昌司
- 衣装 - 細谷恵子
- ヘアメイク - 増田佳代、對馬晶子（5-話）
- アクリル装飾 - 中村哲治
- 建具 - 三田村賢
- 電飾 - 寺田豊
- 植木装飾 - 津山洋
- 生花装飾 - 牧島美恵
- フードコーディネーター - 住川啓子
- 警察監修 - 杢尾尭
- 執事監修 - 日本バトラー&コンシェルジュ
- 広報 - 為永佐知男（フジテレビ）
- 広告宣伝 - 平井隆（フジテレビ）
- ホームページ - 丸谷利一
- スチール - チャールズ村上
- CG - 朝倉怜、中村明博
- オープニングタイトル - 上田大樹
- カースタント - タカハシレーシング
- 劇用車 - エルエーカンパニー、広島自動車
- 車両 - ショウビズクリエイション、ファン、コマツサポートサービス
- スケジュール - 谷口和彦
- 演出補 - 村谷嘉則、後藤庸介
- 制作担当 - 加藤誠、増子美和
- 制作主任 - 飯盛雄仁、岩崎亜衣子
- 記録 - 島田伸子、稲田麻由子
- プロデューサー補 - 鈴木里佳子
- プロデュース - 永井麗子
- 演出 - 土方政人、石川淳一、村谷嘉則
- 制作 - フジテレビ
- 制作著作 - 共同テレビ

### スタッフ（船上探偵・影山）
- 脚本：黒岩勉
- 監督：石川淳一
- 音楽：菅野祐悟
- プロデューサー：金井卓也、成河広明、永井麗子
- 製作：フジテレビ
- 制作協力：共同テレビ

## 放送日程

### 連続ドラマ
| 各話                                                       | 放送日         | サブタイトル                   | 演出     | 視聴率 |
| ---------------------------------------------------------- | -------------- | ------------------------------ | -------- | ------ |
| 第1話                                                      | 2011年10月18日 | 殺人現場では靴をお脱ぎください | 土方政人 | 18.1%  |
| 第2話                                                      | 10月25日       | 殺しのワインはいかがでしょう   | 土方政人 | 16.1%  |
| 第3話                                                      | 11月01日       | 二股にはお気をつけください     | 石川淳一 | 16.4%  |
| 第4話                                                      | 11月08日       | 花嫁は密室の中でございます     | 石川淳一 | 16.7%  |
| 第5話                                                      | 11月15日       | アリバイをご所望でございますか | 土方政人 | 15.9%  |
| 第6話                                                      | 11月22日       | 綺麗な薔薇には殺意がございます | 村谷嘉則 | 14.9%  |
| 第7話                                                      | 11月29日       | 殺しの際は帽子をお忘れなく     | 石川淳一 | 15.1%  |
| 第8話                                                      | 12月06日       | 殺意のパーティにようこそ       | 土方政人 | 15.4%  |
| 第9話                                                      | 12月13日       | 聖夜に死者からの伝言をどうぞ   | 石川淳一 | 15.2%  |
| 最終話                                                     | 12月20日       | 聖夜に死者からの伝言をどうぞ   | 土方政人 | 15.4%  |
| 平均視聴率 15.9%（視聴率は関東地区・ビデオリサーチ社調べ） |                |                                |          |        |

### スペシャル
| 放送日        | サブタイトル                                            | 演出     | 視聴率 |
| ------------- | ------------------------------------------------------- | -------- | ------ |
| 2012年3月27日 | 謎解きはディナーのあとで スペシャル                     | 土方政人 | 14.7%  |
| 2013年8月02日 | 謎解きはディナーのあとで スペシャル〜風祭警部の事件簿〜 | 土方政人 | 14.7%  |

## 関連商品
「謎解きはディナーのあとで」オリジナルサウンドトラック
収録曲
1. 謎解きはディナーのあとで
2. prologue
3. 影山のテーマ
4. 凶悪な事件
5. 風祭警部
6. 迷宮入りの臭い
7. 失礼ながらお嬢様
8. わたくしの推理
9. 事情聴取中
10. 犯人の目星
11. お嬢様はアホでいらっしゃいますか?
12. クビよ、クビ!
13. 影山の知恵
14. 宝生グループの力
15. 伝えられない想い
16. 正真正銘のお嬢様
17. 残る謎
18. 謎解きはディナーのあとで 〜真実〜
19. 死者からの伝言
20. お嬢様の目は節穴でございますか?
21. 浮かび上がる犯人
22. 優しいまなざし
23. 影山のテーマ 〜お嬢様を守るため〜
24. 迷宮ラブソング (Guitar version)

「謎解きはディナーのあとで」 DVD / Blu-ray BOX
- ディスク枚数: DVD BOX7枚 / Blu-ray BOX4枚（ポニーキャニオン、2012年4月27日発売、490 分）

「謎解きはディナーのあとで・スペシャル」 DVD / Blu-ray
- ディスク枚数: 1枚（ポニーキャニオン、2012年8月1日発売、120 分）

「謎解きはディナーのあとでスペシャル風祭警部の事件簿」DVD / Blu-ray
- ディスク枚数: 1枚（ポニーキャニオン、2014年2月19日発売、94 分）

「謎解きはディナーのあとで 風祭警部の事件簿」ノベライズ
- 著：黒岩勉 （小学館文庫、2014年11月6日発売、全240頁）

## 映画
『映画 謎解きはディナーのあとで』（えいが なぞときはディナーのあとで）のタイトルで映画化され、2013年8月3日に全国東宝系で公開された。2011年に連続ドラマ、2012年にスペシャルドラマが放送されたフジテレビ系ドラマ『謎解きはディナーのあとで』の劇場版。監督は本作が映画初監督である土方政人。
原作を使用したドラマ版に対して、本作は映画オリジナルのストーリーを採用、豪華客船を舞台に容疑者3000名の中での謎解きが展開される。

### 登場人物（映画編ゲスト）
海原真之介（かいばら しんのすけ）
演 - 鹿賀丈史
スーパースター・ヴァーゴ（別名プリンセス・レイコ号）船長。59歳。アジア最大の豪華客船の運航と乗客乗員の安全を第一に考えるプロフェショナル。その適格な判断力で船員からの信頼も良好で人望があり、また客室支配人の藤堂とは10年前から共に船で仕事をしており藤堂との信頼も厚い。今回、最後のクルーズで殺人事件が発生し海原はクルーズを中止にして最寄りの港に寄港しようと考える。
藤堂卓也（とうどう たくや）
演 - 中村雅俊
スーパースター・ヴァーゴ客室支配人。常に笑顔を絶やさず乗客達に社交的なスマイルを振る舞う。一人娘の凛子を大切に育てたために船の歌姫として活躍する彼女を温かい目で見守っている。麗子とは18年前に面識があり彼女のために毎年招待状を送っており最後のクルーズで麗子と再会した際はとても喜んでいた。
藤堂凛子（とうどう りんこ）
演 - 桜庭ななみ
スーパースター・ヴァーゴの女性シンガー。21歳。船内ステージでジャズナンバーを披露しており、その美しい歌声で乗客達を魅了する。父である藤堂を尊敬している素直な性格で、クルー達に愛されている。調理スタッフの石川と恋人同士であり、石川を心から愛している。物心ついた頃から船におり、時々、同じ年の乗客と仲良くなり、別れの際は「ボンボヤージュ」と笑顔で送り出す。
松茂準一（まつしげ じゅんいち）
演 - 甲本雅裕
スーパースター・ヴァーゴ警備主任。39歳。乗客の安全や警備のセキュリティを管理している。また風祭がシンガポールに届けようとしている有名芸術家のアート作品「Kライオン」の警備も担当している。今回、最後のクルーズで殺人事件が発生したため名刑事と呼ばれている風祭と共に事件を捜査する。
結城千佳（ゆうき ちか）
演 - 黒谷友香
スーパースター・ヴァーゴ船医。35歳。船が航海中の間は乗客乗員の健康を管理する。クールでさっぱりとした性格で風祭の誘いも冷静に受け流す。今回、最後のクルーズで殺人事件が発生した際は遺体を調べて殺害方法を調べる。
バラジ・イスワラン
演 - 児嶋一哉（アンジャッシュ）
スーパースター・ヴァーゴランドリーマネージャー。30歳。世界一裕福な国「ダワネル王国」出身の外国人男性。カタコトな日本語で喋りスマイルな表情で船内のシーツを清潔にしている。今回、同じクルーで船内新聞編集者の美月に恋しており最後のクルーズで彼女にプロポーズをする。
枕崎美月（まくらざき みつき）
演 - 村川絵梨
スーパースター・ヴァーゴ船内新聞編集者。スーパースター・ヴァーゴ号通信でクルーの特集や世界のセレブ達のインタビューを記事にして船内新聞で発表している。そのため、どんなスクープでも見逃さないプロ魂がある。今回、最後のクルーズで起きた事件の事を麗子達に証言するがその際に風祭に執拗に誘われる。また特集でバラジにプロポーズされる。
石川天明（いしかわ てんめい）
演 - 要潤
スーパースター・ヴァーゴ船内コック見習い。32歳。半年前からコック見習いとして調理場で旅を彩るディナーを作っている。藤堂の娘である凛子とは恋人同士であり仕事をサボって彼女とデートを楽しむ事もしばしばである。
熊沢美穂（くまざわ みほ）/ファントム・ソロス
演 - 宮沢りえ
最後のクルーズの乗客でニコニコ恵比寿通り商店街福引当選者であり通称・恵比寿様。美しい容姿をした女性で一見我がままでかなり派手好きなようにも見えるが実際は姉御肌気質の婦人。またギャンブル好きで「イチかバチかがギャンブルの醍醐味」とカジノで影山に教える。
高円寺健太（こうえんじ けんた）
演 - 竹中直人
最後のクルーズの乗客で自称脚本家で高円寺兄弟の兄。48歳。アロハシャツの恰好から弟の雄太と共にバカンス気分で旅を楽しんでいるようだが、スイートルームに保管されている「Kライオン」にやたら執着しておりその警備をしている風祭を警戒している。大ヒット映画の脚本家をしているというが言動が何かと胡散臭い人物であり弟の雄太と共にKライオンを盗もうとしていた。
高円寺雄太（こうえんじ ゆうた）
演 - 大倉孝二
最後のクルーズの乗客で自称監督で高円寺兄弟の弟。37歳。兄の健太と同じようにアロハシャツで共に船でのバカンスを楽しんでいるようだが、常に背負っているリュックにノートパソコンを入れている。兄の健太と同じく大ヒット映画の監督をしているというが挙動不審で間の抜けたところが多い人物で兄の健太と共にKライオンを盗もうとしていた。電子ロックを解除するなど、コンピューター関連の専門知識も持っている様子。
京極天（きょうごく のぼる）
演 - 生瀬勝久
最後のクルーズの乗客で醤油メーカーの御曹司で若社長。46歳。クルーズのゲストでシンガポールの資産家であるレイモンドとポーカーをする約束で船に乗船した。ギャンブル好きであり船内ではカジノを楽しんでいるがレイモンドとの約束が無くなりポーカーが出来なくなったため、現金を持つ代わりの乗客を探していた。オールバックに派手なスーツといった姿でカッコつけた性格だが、風祭から「駄目なボンボン」と言われている。大阪弁口調が特徴的。
レイモンド・ヨー
演 - 団時朗
最後のクルーズの乗客でシンガポール人投資家。68歳。グローバルエコノミーが発表した世界の富豪トップ100にも名を連ねる資産家で同じ金持ちであっても風祭のような印象は全くない人物で風祭とは対照的な長い髭の特徴的で恰幅のいい熟年男性であり時に不敵な表情を見せる。過去に詐欺まがいのM＆Aで巨万の富を築いたと言われているために自分を恨んでいる敵が多いらしい。また海運業で世界を制した香港「リー財閥」を破綻に追い込んだのも彼の仕業と噂されている。
タマロ
最後のクルーズの乗客で麗子が風祭に自分の部屋と偽った609室の乗客で世界最富国ダワネル王国人の男性。事件が発生した時に風祭が彼の部屋に向かったために影山と麗子が先回りして部屋に入って風祭をやり過ごすが、その際にタマロ自身は剣で影山達を威嚇していた。

### キャスト（映画）

#### ドラマ版からのキャスト
- 影山 - 櫻井翔（嵐）
- 宝生麗子 - 北川景子
- 風祭京一郎 - 椎名桔平
- 並木誠一 - 野間口徹
- 山繁悟 - 中村靖日
- 宗森あずみ - 岡本杏理
- 江尻由香 - 田中こなつ

#### ゲスト（映画）
- 藤堂卓也 - 中村雅俊
- 藤堂凜子 - 桜庭ななみ
- 石川天明 - 要潤
- 結城千佳 - 黒谷友香
- 松茂準一 - 甲本雅裕
- 枕崎美月 - 村川絵梨
- 京極天 - 生瀬勝久
- 京極天の秘書 - 志賀廣太郎
- 高円寺健太 - 竹中直人
- 高円寺雄太 - 大倉孝二
- 海原真之介 - 鹿賀丈史
- 唐沢 - 伊東四朗（特別出演）
- 熊沢美穂 / ファントム・ソロス - 宮沢りえ
- パラジ・イスワラン - 児嶋一哉（アンジャッシュ）
- プリンセスレイコ号バーの従業員 - 中野美奈子（フリーアナウンサー/元フジテレビアナウンサー）
- プリンセスレイコ号カジノのディーラー - ダイアモンド☆ユカイ
- プリンセスレイコ号機関員 - 田中要次
- プリンセスレイコ号調理部員 - 六角精児
- レイモンド・ヨー - 団時朗
- 18年前の客船警備員 - 石井正則

### スタッフ（映画）
- 原作 - 東川篤哉
- 監督 - 土方政人（共同テレビ）
- 脚本 - 黒岩勉
- 音楽 - 菅野祐悟
- 主題歌 - 嵐 「迷宮ラブソング」（ジェイ・ストーム）
- 製作 - 亀山千広、藤島ジュリーK.、都築伸一郎、細野義朗、市川南、山田良明
- 企画 - 立松嗣章（フジテレビ）
- プロデューサー - 金井卓也（フジテレビ）、成河広明（フジテレビ）、永井麗子
- ラインプロデューサー - 武石宏登
- 撮影 - 栗栖直樹
- 照明 - 平野勝利
- 映像 - 服部正邦
- 美術 - きくちまさと
- 録音 - 田中靖志
- 編集 - 河村信二
- 音響効果 - 亀森素子
- スクリプター - 島田伸子
- VFX - 朝倉怜
- 美術進行 - 村上勇人
- 監督補 - 舟橋哲男
- 助監督 - 後藤庸介
- 制作担当 - 加藤誠
- 協力 - スタークルーズ
- 制作プロダクション - 共同テレビジョン
- 配給 - 東宝
- 製作 - 映画「謎解きはディナーのあとで」製作委員会（フジテレビジョン、ジェイ・ストーム、小学館、S・D・P、東宝、共同テレビジョン、FNS27社）

### 製作（映画）
本作ではシンガポールで初の日本国外ロケを敢行、物語の舞台となる「プリンセスレイコ号」の撮影はアジア最大の豪華客船であるスーパースター・ヴァーゴで行われた。なお、日本映画の撮影でスーパースター・ヴァーゴが使用されるのは本作が初となる。
2012年5月31日クランクインし、7月末にクランクアップした。
撮影はスーパースター・ヴァーゴが通常通りに運行される中、期間約10日で総移動距離2615キロに渡る撮影が敢行された。そんな中、櫻井は嵐でメインパーソナリティを務める2012年度の『24時間テレビ35 「愛は地球を救う」』の収録のため、1泊2日と2泊3日に分けて参加、ヴァーゴ号の寄港地であるマレーシアのレダン島から小型ボートや車・飛行機を乗り継ぎ16時間以上を掛けて帰日、澤穂希らサッカー日本女子代表の選手達と東日本大震災で亡くなったサッカー少女への追悼試合を行う24時間テレビの企画の撮影後に、先のルートを通じて再び乗船するという過酷な移動ロケを行っていた。

### 封切り
全国306スクリーンで公開され、2013年8月3、4日の2日間で興収3億9,883万2,200円、動員32万2,162人になり映画観客動員ランキング（興行通信社調べ）で初登場第2位となった。また、ぴあ初日満足度ランキングでは第1位となっている。2014年1月に発表された最終興収は32.5億円。
さらに、日本以外での公開も決定。ロケ地となったシンガポールをはじめ、台湾と香港でも公開される事が決まった。
2013年7月31日から4日間は映画のスピンオフとして『謎解きはディナーのあとでスペシャル 船上探偵・影山』が放送された。

### テレビ放映
| 回数 | 放送局     | 放送枠         | 放送日         | 放送時間    | 放送分数 | 平均世帯 視聴率 | 備考         |
| ---- | ---------- | -------------- | -------------- | ----------- | -------- | --------------- | ------------ |
| 1    | フジテレビ | （なし）       | 2014年9月30日  | 21:00-23:24 | 144分    |                 | 地上波初放送 |
| 2    | フジテレビ | （なし）       | 2016年12月30日 | 14:55-17:40 | 165分    | 6.1%            |              |
| 3    | フジテレビ | 土曜プレミアム | 2025年3月29日  | 21:00-23:40 | 160分    | 4.9%            |              |

- 地上波放送・関東地区のみ記載。
- 視聴率はビデオリサーチ調べ。関東地区でのデータ。

## 関連商品（映画）
「映画 謎解きはディナーのあとで」DVD / Blu-ray

プレミアムエディション
- ディスク枚数：2枚（ポニーキャニオン、2014年2月19日発売、121 分）

スタンダード・エディション
- ディスク枚数：1枚（ポニーキャニオン、2014年2月19日発売、121 分）

「映画 謎解きはディナーのあとで」ノベライズ
- 著：涌井学（小学館文庫、2013年8月2日発売、全240頁）